# Vliegles
Vliegles (Engels: Flying Lessons) is een schoolvak op Zweinstein, de toverschool in de Harry Potter-boekenserie van J.K. Rowling. De leerlingen leren hier vliegen op een bezem.

## Beschrijving
De vlieglessen vinden alleen plaats in het eerste en tweede schooljaar en worden gegeven door docente Madame Hooch. Zij is tevens de scheidsrechter bij Zwerkbalwedstrijden, waar het belangrijk is om goed te kunnen vliegen met een bezem. De vlieglessen worden gegeven op een oefenveldje bij de school.
Het vliegen op een bezem is uitgevonden eind 10e eeuw. De eerste vlieglessen werden waarschijnlijk gegeven door Goderic Griffoendor, een van de vier stichters van Zweinstein.

### Inhoud van de lessen
Eerstejaars leerlingen mogen nog geen eigen bezem meenemen naar school en krijgen dus les op schoolbezems. Deze bezems hebben wel enkele tekortkomingen: zo hebben ze een afwijking naar links en gaan ze schudden als een leerling te hoog vliegt.
In het eerste jaar bestaan de lessen uit basisvaardigheden. In het tweede jaar is er meer aandacht voor het verfijnen van de vliegtechnieken. Leerlingen kunnen vanaf het tweede jaar ook lid worden van een Zwerkbalteam.

## Harry Potters eerste vliegles
In het eerste jaar dat Harry Potter op Zweinstein zit, krijgt hij elke donderdag samen met de andere eerstejaars Griffoendors en de groep eerstejaars Zwadderaars vliegles van Hooch.
Harry ontdekt tijdens de eerste les dat hij heel goed kan vliegen: hij vliegt namelijk boos achter Draco Malfidus aan, die de Geheugensteen van Marcel heeft afgepakt. Met zijn roekeloze gedrag overtreedt Harry echter de regels van Madame Hooch en daarom wordt hij op het matje geroepen door Minerva Anderling, het afdelingshoofd van Griffoendor. In plaats van hem te straffen, brengt ze hem echter naar Olivier Plank, de aanvoerder van het Zwerkbalteam van Griffoendor: zij ziet in Harry namelijk een perfecte Zoeker. Hiermee krijgt Harry als eerstejaars een uitzonderingspositie: hij mag meedoen aan Zwerkbal én een eigen bezem bezitten.